# Тавожнянский, Виктор Сафронович
Виктор Сафронович Тавожнянский — советский хозяйственный, государственный и политический деятель, Герой Социалистического Труда.

## Биография
Родился в 1929 году в селе Максима Горького. Член КПСС.
С 1944 года — на хозяйственной, общественной и политической работе. В 1944—1989 гг. — участник восстановления сельского хозяйства Херсонской области, механизатор животноводческого совхоза, тракторист совхоза «Космос» Бериславского района Херсонской области Украинской ССР.
Указом Президиума Верховного Совета СССР от 8 апреля 1971 года за выдающиеся успехи, достигнутые в развитии сельскохозяйственного производства и выполнении пятилетнего плана продажи государству продуктов земледелия и животноводства, присвоено звание Героя Социалистического Труда с вручением ордена Ленина и золотой медали «Серп и Молот».
Проживал на Украине.